# Jacobus Magdalius von Gouda

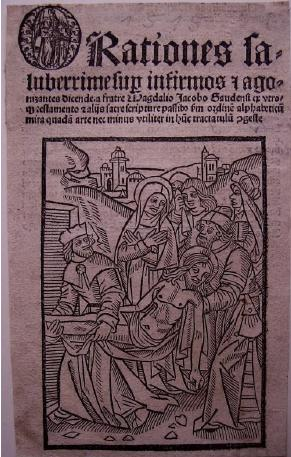
Blatt aus der Schrift Rationes saluberrime super infirmos & agonizantes dicende, Privatsammlung

Jacobus Magdalius von Gouda, auch: Jakob bzw. Gaudensis, Gudanus (* 1468/69 in Gouda (Niederlande); † um 1520 in Köln), war ein Dominikaner, Theologe und Dichter.

## Leben
Jacobus Magdalius von Gouda erhielt vorbereitenden Unterricht an der Fraterschule oder bei den Kanonikern im Kloster Stein bei Gouda. Er trat dem Dominikanerorden in Haarlem bei und zog 1490 nach Köln, wo er eine Zeitlang als Beichtvater wirkte und bis zu seinem Tode möglicherweise Theologie lehrte. Auch wurde er 1490, als Mitglied des dortigen Predigerordens, Baccalaureus an der Kölner Artistenfakultät. 1495 wurde er Magister. Seine Anleitungen zur Dichtkunst waren einflussreich (unter anderem Stichologia).
Jacobus Magdalius beherrschte das Hebräische, das ihm von einem Konvertiten beigebracht wurde; zudem sprach er auch die griechische Sprache. Nicht nur die Sprachbeherrschung, sondern auch der kundige textkritische Umgang mit der Heiligen Schrift prägten seinen Ruf. Hatten schon die Kanoniker von Windesheim einen verbesserten Text der Bibel für ihren kirchlichen Privatgebrauch herzustellen versucht, so bemühte er sich darum noch stärker und bediente sich dabei der exegetischen Arbeiten des Kirchenvaters Hieronymus, Nikolaus von Lyra, Paulus Burgenfis, Reuchlins und Anderer. Anders als sein Zeitgenosse Johann Reuchlin lehnte Magdalius das jüdische Schrifttum ab. Im Reuchlinstreit stand er – vielleicht gedrängt von seinem Prior – auf Seiten Johannes Pfefferkorns, eines getauften Juden und Freundes der Kölner Dominikaner. Dieser strebte die Vernichtung des rabbinischen Schrifttums an.

## Werke
- Correctorium Bibliae cum difficilium quarundam dictionum luculenta interpretatione, Köln 1500
- Erariu[m] aureum paetaru[m] : omnibus latin[a]e lingu[a]e cuiuscu[m]q[ue] etia[m] facultatis fuerint professoribus acco[m]modu[m] immo et o[mn]i[u]m poetaru[m] sine ipsis co[m]me[n]tarijs elucidatiuu[m]. – Köln : Quentel, 1501. – Digitalisierte Ausgabe
- Aerarium aureum poetarum, Köln 1502
- Naumachia ecclesiastica, Köln 1503
- Stichologia Gaudensis : cum carminibus diversis. – Köln : Quentel, 1503. – Digitalisierte Ausgabe der Universitäts- und Landesbibliothek Düsseldorf
- Orationes saluberrime super infirmos & agonizantes dicende. Quentell, Köln 1515.
- Passionis do=||minice textus litteralis.cũ lucu|| lentissima explanatõe. nemini#[que] nõ fructuosa.Per fratrẽ Jacobu#[m] || Magdaliũ Gaudensem ordinis Predicatorij.ex doctorum sen/||tentijs.miro quodã artificio.Grece Latine et Hebraice collecta.||. Quentel, Heinrich (Erben), Köln 1516 (Digitalisat)
- Passio magistralis D.N.J. Christi ex diversis ss. Ecclesiae doctorum sententiis postillata cum glossa interlineari b. Alberti M. Köln 1506
- Compendium Bibliae, in quo continenture 257 versus, quibus totus fere Bibliae textus comprehenditur, Köln 1508, Wittenberg 1517
- Dichterische Schriften in: Quétif-Échard II, 44 f.